# Слободан Сурчевић
Слободан Сурчевић – Боро (Призрен, 1919 — Фуштани, 7. јануар 1944), учесник Народноослободилачке борбе и народни херој Југославије.

## Биографија
Рођен је 1919. године у Призрену, у радничкој породици. После основне школе похађао је занатску вечерњу школу, како би учио за столара. У Призрену су у то време занати бити у успону и на добром гласу, па је Слободан, завршивши занат 1933, био врло задовољан. Међутим, убрзо се разочарао. Економска криза осећала се и у Призрену, у коме је било све теже и теже живети од физичког рада. Слободан се ангажовао у еснафским удружењима, којих је било неколико у граду. Утицај у овим удружењима постепено су уносили први призренски комунисти и скојевци.
После капитулације Југославије у Априлском рату 1941. године, Слободан Сурчевић је одмах ступио у Народноослободилачки покрет Југославије. Активност развија углавном међу радничком омладином. Исте је године примљен и за члана Комунистичке партије Југославије.
Призренска организација КПЈ је била веома активна и ту активност нису могла умањити ноћна хапшења и репресалије фашиста. Августа 1942. године, успели су да ухапсе и Слободана након чега су га подвргли мучењу. Ништа им није рекао. Спроведен је у затвор у Тирани. У овом затвору упознао је бројне партијске раднике Косова, Црне Горе, Албаније и других региона и земаља. Овде је био заточен све до 1943. године, када га је, с друговима, ослобпдила партијска организација. У септембру исте године, придружио се југословенским партизанима и постао командир чете Прве македонско-косовске бригаде. Учествовао је у борбама бригаде на Кленовцу, Буковићу, у Кичеву... Истакао се као бомбаш. Почетком 1944, с групом другова освојио је бугарску караулу на Турском риду и заробио 12 војника.
Неколико дана касније, у ноћи између 6. и 7. јануара, неколицина бораца ове бригаде добила је задатак да освоји у селу Фуштани (Егејска Македонија) зграду у којојсу се утврдили немачки војници. Сурчевић, сада заменик командира чете и од раније познати бомбаш, кроз непријатељску ватру пришао је до прозора утврђене зграде и кроз њих убацио бомбу за бомбом. Преживели Немци усредсређивали су сву ватру на бомбаше. У четвртом јуришу ка прозорима утврђења, Слободан је убијен пушкомитраљеским рафалом.
Указом председника Федеративне Народне Републике Југославије Јосипа Броза Тита, 9. октобра 1953. године, проглашен је за народног хероја.